# 乐兴镇
乐兴镇，是中华人民共和国四川省绵阳市安州区曾经下辖的一个镇。2019年12月，撤销乐兴镇，将其所属行政区域划归黄土镇管辖。

## 行政区划
乐兴镇撤销前下辖以下地区：
兴明社区、先锋村、民生村、青龙村、新光村、文明村、团心村、双河村、白云村、黄桷村、八角村和莲花村。